# Вагеницова метличина
Вагеницова метличина (Centaurea wagenitziana Bancheva & Kit Tan) е многогодишно тревисто растение от семейство Сложноцветни (Asteraceae) достигащо на височина до 80 – 150 cm. В миналото е определяно като широколистна метличина (Centaurea amplifolia Boiss. & Heldr.), но изследвания през 2009 г. на българския ботаник Светлана Банчева и на шотландския ботаник Kit Tan доказват неговата уникалност.

## Описание
Стъблата са високи 80 – 150 cm, изправени, слабо разклонени в горната си част и гъсто облистени. Листата са пересторазсечени. Цветовете са бледорозови до бели, с 5 тъмнопурпурни жилки. Цъфти през юни, опрашва се от насекоми.

## Разпространение
Видът е ендемит за България и Турция (района на Истанбул).

## Разпространение в България
Изключително рядък за България и за света вид. Понастоящем (2021 г.), се среща в Тунджанска хълмиста равнина (Дервентски възвишения – северно от с. Голям Дервент, Елховско, а също и между селата Малко Кирилово и Вълча поляна) – до около 400 m н.в.

## Мерки за защита на вида в България
Видът е включен в Приложение 3 на Закона за биологичното разнообразие.
Има изработен от Министерството на околната среда и водите "ПЛАН ЗА ДЕЙСТВИЕ за опазване на растителния вид Вагеницова метличина за периода 2014 – 2023 г."
Включен е и в Червената книга на България в Т. 1. „Растения и гъби“ с категория „Критично застрашен“.
Целеви вид от проекта „Пилотна мрежа от малки защитени територии за опазване на растения от българската флора по модела на растителните микрорезервати“ (Life08 NAT/BG/000279). В България по този проект е създадена една защитена местност:
- Защитена местност „Находище на вагеницова метличина“ с площ 29.97 хектара[5] до село Голям Дервент, общ. Елхово, обл. Ямбол.